# وانادیم تتراکلرید
تتراکلرید وانادیم (به انگلیسی: Vanadium tetrachloride) با فرمول شیمیایی VCl۴ یک ترکیب شیمیایی با شناسه پاب‌کم ۲۴۲۷۳ است. که جرم مولی آن 192.75 g/mol می‌باشد. شکل ظاهری این ترکیب، مایع قرمز روشن، حساس به رطوبت است.